# Cedar Grove (Antigua y Barbuda)
Cedar Grove es una localidad de Antigua y Barbuda en la parroquia de Saint John.
Se ubica a una altitud de 21 m sobre el nivel del mar.
Según estimación 2010 contaba con una población de 906 habitantes.